# Système presbytérien synodal
 (avril 2024).
Le régime presbytérien synodal, presbytéro-synodal ou consistorial synodal est l'une des formes d'organisation des Églises protestantes, la forme la plus usitée au sein des Églises réformées.
Ce système suppose une complémentarité de deux niveaux :
- Un niveau local qui est celui de l'association cultuelle locale, dirigée par un conseil presbytéral
- Un niveau national, qui est celui du synode, dont les délégués sont élus par les instances locales, à parité entre des pasteurs et des laïcs. En fonction de la taille de l'Église, il peut être nécessaire d'instituer un niveau intermédiaire, les synodes régionaux.

## Le niveau local de gouvernement de l'Église
C'est celui des Anciens du consistoire, dit aussi aujourd'hui "conseil presbytéral" (du grec presbuteroi, les plus anciens, désignant déjà les responsables de la cité ou de la communauté). Il est directement responsable de la vie spirituelle et matérielle de la communauté, et, généralement, nomme et peut révoquer le(s) pasteur(s). Il participe aux frais communs définis par les synodes.

## Le niveau synodal
Le niveau du gouvernement de l'union est celui des synodes, composés de pasteurs et de délégués des conseils presbytéraux. Le synode national est responsable notamment :
- de la confession de foi
- de l'organisation générale (la Discipline),
- de la formation, du recrutement et du salaire des ministres,
- des relations avec les autres Églises

Les synodes élisent un conseil qui gère les affaires courantes de l’Église entre deux sessions synodales. Au sein de ce bureau, sont élus un président et un trésorier.
Les synodes délèguent une partie de leur autorité à des commissions permanentes.

## Généralisation dans le monde
Le système presbytérien synodal (ou presbytéro-synodal) est aujourd'hui la forme de gouvernement d'Église la plus répandue au sein du protestantisme. 
Les Églises réformées (notamment en Suisse, France, Pays-Bas, Afrique du Sud...) et les Églises presbytériennes (Écosse, Irlande, États-Unis, Canada, ..), qui en sont à l'origine, l'utilisent toujours de même que la plupart des Églises luthériennes (Église de Suède, Églises luthériennes allemandes (d'ailleurs parfois fusionnées avec des Églises réformées), Église luthérienne - Synode du Missouri), de même que les Églises anglicanes ou issues de l'anglicanisme, dont les évêques sont élus et révoqués par les synodes et dont le fonctionnement épiscopalien est donc purement formel. Certaines Églises évangéliques suivent ce modèle également. 
Se distinguent de ce modèle d'une part les Églises qui ne veulent d'aucune autorité centrale au-dessus du niveau paroissial (congrégationalisme) : Églises congrégationalistes et certaines Églises évangéliques, et d'autre part les Églises où l'autorité repose sur un corps central de clercs cooptés ou nommés par une autorité centrale, et se réclamant d'une succession apostolique ininterrompue : Église catholique romaine, Églises orthodoxes. La revendication d'une succession apostolique n'est pas exclusivement le fait de ces Églises, puisque les anglicans et les luthériens scandinaves la revendiquent également, tout en élisant leurs évêques.

### Cas de la France
Selon la "discipline" de 1559, les Églises réformées françaises sont dirigées par une série d’instances au niveau local, régional ou national où les laïcs sont au moins en nombre égal aux pasteurs ;  ce sont à l'époque, les "consistoires" au niveau paroissial, les "colloques" qui regroupent plusieurs paroisses sur la base de leur proximité géographique, les "synodes provinciaux" et le "synode général". 
L'Église protestante unie de France, créée en 2013 par la réunion des Églises réformée et luthérienne de France, dispose toujours de ces 4 niveaux, dont les noms ont légèrement changé :
- les anciens consistoires prennent à présent l'intitulé de conseils presbytéraux, et exercent toujours un ministère collégial de gouvernement de l'Église locale. Les membres de ce conseil, autrefois nommés "anciens", sont aujourd'hui nommés conseillers presbytéraux.
- Regroupant plusieurs paroisses, les anciens "colloques", qui se nomment aujourd'hui consistoires, sont des lieux de dialogue et d'organisation de la coopération entre ministres et délégués laïcs d'Églises locales voisines. Ils peuvent aussi arbitrer un point qui n'aurait pas été résolu par un conseil presbytéral.
- Les synodes régionaux, autrefois synodes provinciaux, sont des assemblées délibératives. Chacun d'eux réunit des représentants au conseil régional concerné et des délégués de l'ensemble des Églises locales de la région (pasteurs et laïcs ayant la fonction de délégués synodaux). Les délibérations des synodes régionaux sont soumises, pour un 2e niveau d'analyse et de délibération, au synode national.
- Le synode national, autrefois le synode général, est l'instance souveraine, décidant de la formulation de la foi et des questions d'organisation, depuis le traitement des ministres jusqu'aux accords internationaux ou interconfessionnels. Il élit un conseil national qui gère l'Union et met en œuvre les décisions et orientations synodales entre deux sessions annuelles.

### Aux États-Unis
De manière très proche des Églises réformées françaises, la principale Église presbytérienne (PC (USA)) comporte quatre niveaux de gouvernement et d’administration, comme le décrit le “Livre de l’ordre” (Book of Order, discipline de l’Église). Ce sont :
1. le conseil presbytéral (en anglais : session, organe de gouvernement d'une congrégation)
2. le consistoire (en anglais : presbytery)
3. les synodes régionaux (en anglais : synod)
4. le synode général (en anglais : General Assembly, c'est-à-dire "Assemblée générale").

La raison de cette similitude est la source d'inspiration commune : Jean Calvin, dont les idées ont été implantées en Écosse par John Knox et de là, aux États-Unis par les immigrants écossais fondateurs des Églises presbytériennes américaines.